# Лука Крайнц
Лука Крайнц (словен. Luka Krajnc; нар. 19 вересня 1994, Птуй, СФРЮ) — словенський футболіст, захисник національної збірної Словенії та італійського клубу «Фрозіноне».

## Клубна кар'єра
Вихованець юнацьких команд футбольного клубу «Марибор». У дорослому футболі дебютував у 16 років, провівши 2010 року одну гру за основну команду «Марибора».
Привернув увагу представників тренерського штабу італійського «Дженоа», до складу якого приєднався 2011 року. Відіграв за генуезький клуб наступні два сезони своєї ігрової кар'єри.
2013 року уклав орендну угоду з клубом «Чезена», у складі якого провів наступні два роки своєї кар'єри гравця. Більшість часу, проведеного у складі «Чезени», був основним гравцем захисту команди.
До складу клубу «Кальярі» приєднався 2015 року.

## Виступи за збірні
2010 року дебютував у складі юнацької збірної Словенії, взяв участь у 19 іграх на юнацькому рівні, відзначившись одним забитим голом.
З 2012 року залучається до складу молодіжної збірної Словенії. На молодіжному рівні зіграв у 19 офіційних матчах, забив 2 голи.
2015 року дебютував в офіційних матчах у складі національної збірної Словенії. Наразі провів у формі головної команди країни 4 матчі.

## Статистика виступів

### Статистика клубних виступів
| Сезон              | Команда            | Чемпіонат          | Чемпіонат | Чемпіонат | Національний кубок | Національний кубок | Національний кубок | Єврокубки | Єврокубки | Єврокубки | Інші змагання | Інші змагання | Інші змагання | Усього | Усього |
| Сезон              | Команда            | Ліга               | Ігор      | Голів     | Ліга               | Ігор               | Голів              | Ліга      | Ігор      | Голів     | Ліга          | Ігор          | Голів         | Ігор   | Голів  |
| ------------------ | ------------------ | ------------------ | --------- | --------- | ------------------ | ------------------ | ------------------ | --------- | --------- | --------- | ------------- | ------------- | ------------- | ------ | ------ |
| 2010-11            | «Марибор»          | 1. СНЛ             | 1         | 0         | КС                 | 0                  | 0                  | —         | —         | —         | —             | —             | —             | 1      | 0      |
| 2011-12            | «Дженоа»           | A                  | 0         | 0         | КІ                 | —                  | —                  | —         | —         | —         | —             | —             | —             | 0      | 0      |
| 2012-13            | «Дженоа»           | A                  | 3         | 0         | КІ                 | —                  | —                  | —         | —         | —         | —             | —             | —             | 3      | 0      |
| Усього за «Дженоа» | Усього за «Дженоа» | Усього за «Дженоа» | 3         | 0         |                    | —                  | —                  |           | —         | —         |               | —             | —             | 3      | 0      |
| 2013-14            | «Чезена»           | Серія B            | 22+4      | 1         | КІ                 | 0                  | 0                  | —         | —         | —         | —             | —             | —             | 26     | 1      |
| 2014-15            | «Чезена»           | A                  | 22        | 0         | КІ                 | 1                  | 0                  | —         | —         | —         | —             | —             | —             | 23     | 0      |
| Усього за «Чезену» | Усього за «Чезену» | Усього за «Чезену» | 44+4      | 1         |                    | 1                  | 0                  |           | —         | —         |               | —             | —             | 49     | 1      |
| 2015-16            | «Кальярі»          | Серія B            | 0         | 0         | КІ                 | 0                  | 0                  | —         | —         | —         | —             | —             | —             | 0      | 0      |
| Усього за кар'єру  | Усього за кар'єру  | Усього за кар'єру  | 48+4      | 1         |                    | 1                  | 0                  |           | —         | —         |               | —             | —             | 53     | 1      |